# Полезависимость и поленезависимость
Полезависимость и поленезависимость (англ. field dependence field independence; field dependent / field independent perceptual style) — когнитивные стили выявленные Г. Уиткином в 1954 году, во время изучения им особенностей ориентации в пространстве у лётчиков. Данные характеристики отражают индивидуальные различия в доверии к зрительной и вестибулярной информации. Поленезависимость понимается, как возможность субъекта преодолевать влияние контекста, полезависимость же как зависимость от него.
Обычно, зрительная и вестибулярная информация не противоречат друг другу: восприятие нами вертикальных и горизонтальных линий в пространстве может, в равной степени, основываться как на восприятии зрительной, так и вестибулярной информации. Однако летчики чаще всего находятся в ситуации, когда информация о положении тела в пространстве противоречит зрительной: видимые из кабины самолёта объекты, находятся в одной системе горизонтальных и вертикальных линий, а кабина самолёта и, соответственно, положение собственного тела в другой, не соответствующей ей системе.
В данном случае и проявляется зависимость или её отсутствие от поля.

## Экспериментальные исследования Г. Уиткина
Ещё в первых исследованиях было выявлено, что результаты выполнения испытуемыми методик «Стержень — рамка», «Регулирование положения тела» и «Включенные фигуры», при проведении корреляционного анализа, оказались тесно связанными между собой. Поэтому Уиткин стал определять полезависимость/поленезависимость как «структурирующую способность в восприятии». При факторизации результатов тестов пространственной ориентации и перцептивного теста, диагностирующих полезависимость/поленезависимость, получается единый фактор вместе с субтестами «Кубики», «Сложение фигур» и «Недостающие детали» шкалы Векслера. По мнению Г.Уиткина это говорило о существовании общего когнитивного стиля, который получил название аналитические способности.
Изучая эту характеристику, Г. Уиткин выявил, что поленезависимых испытуемых можно разделить на две группы: устойчиво демонстрирующих поленезависимый стиль в разных ситуациях — фиксированных поленезависимых, склонных переходить на полезависимый стиль поведения из-за требований ситуации — мобильных поленезависимых.

### Стержень и рамка
Испытуемый, помещённый в затемнённую комнату, видит перед собой светящуюся рамку и находящийся в ней светящийся стержень. Экспериментатор находится в другой комнате и по определенной программе изменяет положение рамки и стержня. Задачей испытуемого является установка стержня, с помощью пульта, перпендикулярно по отношению к полу. Начальная ориентация и стержня и рамки от пробы к пробе менялись. В ходе данного теста измеряются отклонения стержня от истинной вертикали при приведении его в вертикальное положение. Чем данный показатель меньше, тем сильнее выражен независимый от поля стиль. Это связано с тем, что независимые от поля при ответе, в большей степени полагаются на положение собственного тела и более точны в этом тесте. Те, чьим когнитивный стилем является полезависимость, ориентируются на положение рамки, из-за чего подстраивают стержень с большим отклонением от перпендикуляра, поскольку рамка отклонена от вертикали.

### Тест регулирования положения тела
Испытуемый сидит на стуле в маленькой освещенной комнате. В эксперименте варьировались угол наклона стула и угол наклона комнаты, которая выступала как его зрительное поле. В трёх сериях из шести стены комнаты и стул наклонены в одну сторону, в остальных в разные стороны. После изменения наклона стен комнаты, испытуемому предлагается привести стул в вертикальное положение.
С помощью теста корректирования положения тела определялось, на основании чего испытуемый воспринимает свое положение в пространстве как вертикальное. Показателем «полезависимости — поленезависимости» является величина отклонения от реального вертикального положения относительно земной поверхности. Соответственно, чем меньше отклонение от истинной вертикали, тем более выражена поленезависимость.

### Тест вращающейся комнаты
В тесте вращающейся комнаты, испытуемый должен был придать себе и комнате вертикальное положение, но в отличие от предыдущего эксперимента, поле менялось из-за вращения испытуемого. Комната и стул постоянно находились в вертикальном положении.
В данном случае, к большей точности должна была приводить ориентация на зрительное поле, а не на собственное положение в пространстве. Поэтому, чем меньше угол отклонения от вертикального положения, тем больше выражен стиль полезависимости.

### Тест включённых фигур
Тест «Включенных фигур» — наиболее часто используемая методика для диагностики полезависимости-поленезависимости. Г. Уиткин создал его основываясь на аналогичной методике, разработанной К. Готтшальдом в рамках гештальтпсихологии для изучения особенностей восприятия. Часть фигур из оригинального теста была усложнена, также были добавлены новые фигуры, для повышения сложности заданий использовалась цветомаскировка.
Испытуемым предлагается в тридцати замаскированных фигурах найти одну из пяти эталонных фигур и указать ее. Сложные фигуры предъявляются по одной. Фиксируется время поиска фигуры и количество ошибок. Быстрое и точное определение необходимой фигуры говорит о выраженной поленезависимости, а медленное и ошибочное характеризует полезависимость.

## Проявления полезависимости и поленезависимости в общении
В обзорной статье Г.Уиткина и Д.Гуденафа показано, что поленезависимые индивиды предпочитают держать большую дистанцию от собеседника, менее склонны к демонстрации своих чувств и раскрытию черт личности при общении с людьми. В ходе интервью склонны подчеркивать свою независимость скрещиванием pук на гpуди и принятием pасслабленной позы, показывают меньшую чувствительность к социальным намекам и худшую память на лица. Было показано, что полезависимые люди выбирают сферы деятельности, требующие частых социальных взаимодействий, тогда как поленезависимые, чаще предпочитают профессии, связанные с индивидуальным трудом, и соответственно, не требующих большого количества социальных контактов.
В той же статье Г.Уиткина и Д.Гудинафа приводятся результаты исследований авторов, использовавших социометрический метод, которые свидетельствуют о влиянии на выбор предпочтительного собеседника факторов пола и критерия выбора. Д.Карден выявил, что в группе детей 11 лет наибольшей популярностью обладали полезависимые девочки и поленезависимые мальчики. Похожие результаты были получены у дошкольников. Для подростков и взрослых более предпочтительными собеседниками, также оказывались полезависимые женщины и поленезависимые мужчины. Подобные результаты могут объясняется совпадением чеpт, присущих полезависимым (например, ориентация на общение, конформность, стремление быть ведомым) с чертами, которые общество определяет как типичные для женского пола, независимо от их возраста. И наоборот, от мужчин общество требует ориентации на интеллектуальную деятельность, независимость, доминантность, характерные для поленезависимых. Если пол и стиль совпадают, человек оценивается высоко, как соответствующий социальному стандарту.
Ш. Коpчин обнаружил, что люди с одинаковым когнитивным стилем быстро находят общий язык и более приятны друг другу, как в процессе психотерапии, так и в обычных ситуациях общения. Например, соседи по палате показывают большую удовлетворенность друг другом, если их когнитивные стили совпадают. Большая часть пациентов уходит от психотерапевта с противоположным когнитивным стилем к концу второго месяца. Клиенты испытывают большую удовлетворенность консультациями, если имеют сходный когнитивный стиль с психотерапевтом. Однако, Ш. Коpчин отмечает, что сходство когнитивного стиля не является гарантией успеха психотерапии. Наблюдаются хорошие результаты и при несовпадении когнитивного стиля.

## Взаимосвязь когнитивного стиля полезависимость — поленезависимость с интеллектуальными способностями
В исследовании М. Ниаз, наряду с групповым вариантом методики «Включенные фигуры», использовалась методика «Пересекающиеся фигуры». Испытуемому, отдельно друг от друга, в верхней части листа предъявляются простые геометрические фигуры, в нижней — те же фигуры, но одна наложена на другую так, что они образуют одну общую секцию. Задачей испытуемого является нахождение области взаимного пересечения простых фигур. По сочетанию высоких и низких показателей этих двух тестов были выделены четыре группы испытуемых.
|                   | Методика «Включенные фигуры» | Методика «Пересекающиеся фигуры» |
| ----------------- | ---------------------------- | -------------------------------- |
| Фиксированные ПНЗ | Высокие                      | Высокие                          |
| Фиксированные ПЗ  | Низкие                       | Низкие                           |
| Мобильные ПНЗ     | Высокие                      | Низкие                           |
| Мобильные ПЗ      | Низкие                       | Высокие                          |

В результате исследования было выявлено, что фиксированные поленезависимые показывали наиболее высокие результаты при выполнении теста Равена, то есть в аналитической интеллектуальной деятельности, тогда как мобильные полезависимые и поленезависимые были наиболее успешны в реальном интеллектуальном поведении, имели более высокие показатели тестов учебных достижений по биологии, математике и химии.
Д. Каннингхейм, С. Ридли и А. Кэмпбелл в своем исследовании сравнивали показатель группового варианта методики «Включенные фигуры» с показателями когнитивной ригидности — гибкости по методике «Выбор формы». Испытуемому предъявляли 15 пар абстрактных визуальных символов, каждая из них включала фигуру с «хорошей формой» и дисгармоничную фигуру. Задачей испытуемого было выбрать более приятную фигуру. По сочетанию этих двух показателей были выделены четыре группы испытуемых, каждая из которых выполняла задания по интерпретации пословиц.
|                   | Методика «Включенные фигуры» | Методика «Выбор формы»            |
| ----------------- | ---------------------------- | --------------------------------- |
| Фиксированные ПНЗ | Высокие                      | Предпочтение хорошей формы        |
| Фиксированные ПЗ  | Низкие                       | Предпочтение хорошей формы        |
| Мобильные ПНЗ     | Высокие                      | Предпочтение дисгармоничной формы |
| Мобильные ПЗ      | Низкие                       | Предпочтение дисгармоничной формы |

В результате исследования было выявлено, что поленезависимые испытуемые более успешны в интерпретации содержания пословиц, чем полезависимые. Однако, самые высокие показатели в этом виде интеллектуальной деятельности имели мобильные поленезависимые, а самые низкие результаты оказались у фиксированных полезависимых.